# Джонсон, Мэджик
И́рвин Э́ффей (Мэ́джик) Джо́нсон мла́дший (англ. Earvin Effay "Magic" Johnson, Jr.; 14 августа 1959, Лансинг, Мичиган) — американский профессиональный баскетболист. На протяжении всей карьеры выступал за клуб «Лос-Анджелес Лейкерс» (1979—91, 1996) на позиции разыгрывающего защитника. 5-кратный чемпион НБА (1980, 1982, 1985, 1987, 1988), 3-кратный MVP сезона (1987, 1989, 1990), 12-кратный участник матча всех звёзд, 10 раз входил в символические сборные по итогам сезона (1983—1991 — первый состав, 1982 — второй состав). Дважды признавался самым ценным игроком матча всех звёзд НБА в 1990 и 1992 годах. Олимпийский чемпион 1992 года.
В 1996 году Джонсон был включён в список 50 величайших игроков в истории НБА, а в 2002 году был принят в Зал славы баскетбола. В 2007 году был выбран лучшим разыгрывающим защитником в истории НБА по версии ESPN. Его дружба и соперничество с лидером «Бостон Селтикс» Ларри Бёрдом вошли в историю как одно из самых ярких противостояний за всё время существования НБА. После окончания карьеры Джонсон выступал в качестве борца со СПИДом и ВИЧ, занимался предпринимательством, благотворительностью, работал диктором и оратором-мотиватором.

## Любительская карьера

### Ранние годы
Ирвин Джонсон-младший родился в семье Ирвина и Кристин Джонсонов, рабочего General Motors и школьного завхоза соответственно. Джонсон провёл своё детство в Лансинге, где и полюбил баскетбол всем сердцем. Целыми днями он проводил на площадке, подражая своим любимым игрокам, Эрлу Монро и Маркесу Хейнсу.
Впервые прозвище «Мэджик» было упомянуто после матча за местную школу Эверетт, в котором Джонсону удалось сделать трипл-дабл: он записал на свой счёт 36 очков, 18 подборов и 16 передач. После этой игры Фред Стебли, спортивный репортёр местного журнала, придумал ему такое прозвище. В то же время мать Ирвина, убеждённая христианка, считала это прозвище неподобающим и кощунственным. Сам Джонсон спустя много лет так говорил об этом: «Мэджик — это я на баскетбольной площадке. А Ирвин — это тот, кем я являюсь на самом деле». Учась в последнем классе школы, Джонсон набирал 28,8 очков и делал 16,8 подборов в среднем за матч, а его команда из 28 игр сезона выиграла 27. В итоге в напряжённом финальном матче Ирвин помог своей команде вырвать победу и стать чемпионами штата.

### Университет штата Мичиган
Хотя Джонсону предлагали поступить в различные престижные учебные заведения, такие, как Индианский университет и Калифорнийский университет, юноша принял решение играть и учиться ближе к дому. В итоге из двух вариантов Джонсон выбрал Университет штата Мичиган, особенно после того, как главный тренер местной студенческой команды Джуд Хескот сказал ему, что тот может играть на позиции разыгрывающего защитника. Кроме того, молодому спортсмену понравилась и программа, разработанная тренерским штабом.
Джонсон очень серьёзно относился к учёбе: он посещал лекции по телевизионным коммуникациям и хотел стать телекомментатором. Но в итоге спортивная составляющая взяла верх. В то время «Спартанс» являлись талантливой командой, где, помимо Джонсона, выступали будущие игроки НБА: Грег Келсер, Джей Винсент и Майк Бркович. В своём дебютном сезоне за «Спартанс» Джонсон набирал 17,0 очков, 7,9 подборов и 7,4 передач в среднем за матч. Тот сезон команда закончила с показателем побед-поражений 25:5, заняла первое место в конференции Биг Тен и получила право участвовать в чемпионате NCAA. На турнире NCAA «Спартанс» добрались до восьмёрки лучших команд, но затем уступили будущему чемпиону из Кентуккийского университета.
В следующем сезоне 1978—1979 годов команда Джонсона снова получила право участвовать в чемпионате NCAA. В итоге «Спартанс» добрались до финала, где им противостояла команда Университета штата Индиана, ведомая Ларри Бёрдом. Эта игра собрала самую многочисленную аудиторию в истории студенческого баскетбола. Мичиган победил Индиану 75—64, а Джонсон был признан самым выдающимся игроком баскетбольного турнира NCAA. За время учебы в университете игрок набирал 17,1 очков, 7,6 подборов и 7,9 передач в среднем за игру. В итоге после двух лет, проведённых в колледже, Джонсон решил выставить свою кандидатуру на драфт НБА 1979 года.

## Профессиональная карьера

### Дебютный сезон в НБА (1979—1980)
На драфте 1979 года Джонсон был выбран под первым номером командой «Лос-Анджелес Лейкерс». Игрок выразил своё восхищение тем, что ему выпал шанс выступать в одной команде вместе с легендарным центровым Каримом Абдул-Джаббаром, который впоследствии стал самым результативным игроком в истории НБА.
Несмотря на доминирование центрового в лиге, ему никак не удавалось выиграть чемпионство с «Лейкерс». Но теперь с приходом Джонсона многое изменилось. В своём первом сезоне новичок набирал 18,0 очков, 7,7 подборов и 7,3 передач в среднем за игру, был выбран в сборную новичков НБА, а также в стартовую пятёрку матча всех звёзд от Западной конференции.
«Лейкерс» закончили сезон с показателями 60—22 и дошли в итоге до финальной серии НБА 1980 года, в которой встретились с «Филадельфией», ведомой Джулиусом Ирвингом. «Лейкерс» повели в серии 3—2, но в пятой игре Абдул-Джаббар, набиравший по 33 очка в среднем за матч в той серии, получил травму и не смог играть в шестой встрече. Тренер «Лос-Анджелеса» Пол Уэстхед решил поставить на место центрового Джонсона, и тот выдал великолепный матч. Его 42 очка, 15 подборов, 7 передач и 3 перехвата помогли команде одержать победу 123—107, а сам Джонсон во время встречи играл на позициях и центрового, и форварда, и защитника. Джонсон стал первым и единственным новичком в истории НБА, удостоившимся награды MVP финала НБА, а его великолепная игра в той встрече до сих пор считается одним из самых ярких выступлений в истории ассоциации. Также он стал одним из четырёх игроков в истории, выигрывавших чемпионство NCAA в прошедшем году и чемпионство НБА в последующем.

### Взлёты и падения (1980—1983)
В начале сезона 1980/81 годов Джонсон получил травму — разрыв хряща левого колена — в результате которого ему пришлось пропустить 45 игр. Спортсмен возвратился незадолго до старта плей-офф. Позднее тогдашний ассистент, а в будущем главный тренер «Лейкерс», Пэт Райли сказал, что слишком скорое возвращение Джонсона сделало команду уязвимой. В первом раунде плей-офф «Лейкерс» встретились с «Хьюстон Рокетс», которые завершили сезон с отрицательным балансом побед-поражений 40-42. Тем не менее, команда Джонсона уступила в этой серии 1-2, а сам игрок в концовке третьей встречи не забил решающий бросок.
Летом 1981 года Джонсон подписал 25-летний контракт с «Лейкерс» на сумму 25 млн $. Эта сделка стала рекордной в истории профессионального спорта на тот момент. Перед началом сезона 1981/82 годов между Джонсоном и Уэстхедом разгорелся ожесточённый спор, в котором Мэджик назвал игру своей команды «слишком медленной и легко читаемой». После этого игрок запросил обмена в другую команду. В ответ на это владелец «Лейкерс» Джерри Басс уволил Уэстхеда и назначил на его место Райли. Хотя Джонсон отрицал свою причастность к отставке Уэстхеда, он был раскритикован лигой и освистан даже собственными болельщиками. Несмотря на проблемы вне паркета, Мэджик набирал 18,6 очков, 9,6 подборов и 9,5 передач в среднем за игру. Кроме того, он лидировал в НБА по количеству перехватов (2,7 в среднем за игру). По итогам сезона его выбрали во вторую команду сборной всех звёзд. Он стал третьим игроком в истории НБА после Уилта Чемберлена и Оскара Робертсона, набиравшим не менее 700 очков, 700 подборов и 700 передач за один сезон. В плей-офф НБА 1982 года «Лейкерс» добрались до финала, где уже во второй раз за последние три года встретились с «Филадельфией». «Озёрники» выиграли серию 4—2, а Джонсон сделал трипл-дабл в шестой встрече и завоевал приз самому ценному игроку финала НБА во второй раз. Во время данной финальной серии Мэджик набирал 16,2 очка, 10,8 подборов, 8,0 передач и 2,5 перехвата в среднем за игру. Позднее Джонсон отметил, что его третий сезон в команде стал отправной точкой в становлении «Лейкерс» как династии, и что именно в том сезоне он полностью доверился тренерскому гению Райли.
По итогам сезона 1982/1983 годов, в котором Джонсон набирал 16,8 очков, 10,5 передач и 8,6 подборов в среднем за игру, спортсмен впервые попал в первую команду сборной всех звёзд НБА. В плей-офф «Лейкерс» снова добрались до финала, где им опять противостояли «76-е», у которых наравне с Ирвингом блистал центровой Мозес Мэлоун. Из-за большого количества травмированных (в лазарете находились Норм Никсон, Джеймс Уорти и Боб Макаду) команда Джонсона уступила в финальной серии, и награду MVP финала НБА получил Мэлоун. В той проигранной серии Мэджик набирал 19,0 очков, 12,5 передач и 7,8 подборов в среднем за игру при 40,3 % попаданий с игры.

### Противостояние с «Бостон Селтикс» (1983—1987)
В своём пятом сезоне в НБА Джонсон набирал 17,6 очков, 13,1 передачи и 7,3 подбора в среднем за игру. «Лейкерс» третий раз подряд вышли в финал, где Мэджик впервые в плей-офф встретился с командой Ларри Бёрда «Бостон Селтикс». «Лос-Анджелес» выиграл первую встречу и вёл с преимуществом в 2 очка за 18 секунд до финальной сирены во второй, но за несколько секунд до окончания матча Джеральд Хендерсон сравнял счёт. В итоге «Лейкерс» уступили в овертайме 124—121. В третьей игре Джонсон отдал 21 результативную передачу и помог своей команде добиться победы 137—104. Но в четвёртой игре несколько грубых ошибок лидера «Лейкерс» привели его команду к поражению. Так, в последние минуты матча центровой «Селтикс» Роберт Пэриш отобрал мяч у Джонсона. Кроме того, Мэджик не забил 2 штрафных броска в самой концовке, которые могли принести его команде победу. В решающей седьмой игре за минуту до окончания встречи «Лейкерс» уступали три очка. И в этот момент Мэджик совершил потерю, чем воспользовался игравший против него защитник Деннис Джонсон, подхвативший мяч. В итоге «Бостон» выиграл эту серию 4—3 и завоевал чемпионство. Друзья Мэджика Джонсона, Айзея Томас и Марк Агирре, всячески утешали игрока, проговорив с ним до утра в его номере в бостонском отеле среди ликующих фанатов «Селтикс». В финальной серии Джонсон набирал 18,0 очков, 13,6 передач, 7,7 подборов в среднем за игру. Позднее Джонсон говорил, что «это было то чемпионство, которое мы должны были выиграть, но не смогли».
В сезоне 1984/85 годов Джонсон набирал 18,3 очка, 12,6 передач и 6,2 подбора в среднем за игру и довёл «Лейкерс» до финала, где им снова противостояли «Селтикс». В первой игре финала «Бостон» разгромил соперника и установил рекорд финалов НБА, набрав 148 очков и выиграв с преимуществом в 34 очка. В этой финальной серии во всей красе показал себя Абдул-Джаббар, которому на тот момент исполнилось уже 38 лет. Так, во второй игре он набрал 30 очков и сделал 17 подборов, а 36 набранных им очков в пятой встрече помогли «Лейкерс» одержать победу и повести в серии 3—2. В итоге «Лос-Анджелес» победил в шести матчах, а Абдул-Джаббар вместе с Джонсоном, который набирал в плей-офф 18,3 очка, 14,0 передач и 6,8 подборов в среднем за игру, заявили, что эта финальная серия стала самым ярким выступлением в их карьерах.
Следующий сезон Джонсон провёл на высоком уровне: он набирал 18,8 очков, 12,6 передач и 5,9 подборов в среднем за игру. «Лейкерс» в очередной раз добрались до финала западной конференции, но уступили в нём «Хьюстон Рокетс» в пяти матчах. В сезоне 1986/87 годов Мэджик установил личный рекорд результативности (23,9 очка в среднем за игру), добавив к этому 12,2 передачи и делая 6,3 подбора в среднем за матч. По окончании сезона игроку впервые был вручён приз самому ценному игроку НБА. В плей-офф «Лейкерс» дошли до финала, где им снова противостоял «Бостон». Джонсон, в частности, практически в одиночку вытащил четвёртый матч серии, забросив решающий «крюк» через «больших» соперников — Пэриша и Макхейла. «Лейкерс» выиграли ту серию 4—2, а Мэджик был удостоен награды MVP финала НБА уже в третий раз. В той серии Джонсон набирал 26,2 очка, 13,0 передач, 8,0 подборов и 2,33 перехвата в среднем за игру.

### Защита титула и небольшой спад (1987—1991)
Перед началом сезона 1987/88 годов тренер «Лейкерс» Пэт Райли публично заявил, что команда должна защитить завоёванный сезоном ранее титул. Подобного не случалось со времён «Селтикс» конца 1960-х годов. Джонсон провёл очередной продуктивный сезон, набирая 19,6 очков, 11,9 передач и 6,2 подбора в среднем за игру. В плей-офф НБА 1988 года «Лейкерс» в тяжелейших матчах прорвались в финал НБА, победив с одинаковым счётом 4—3 «Юту Джаз» и «Даллас Маверикс». В финале «Лейкерс» противостояла команда «Детройт Пистонс», прозванная «плохие парни» за свой жёсткий и силовой стиль игры. Джонсон и Айзея Томас поприветствовали друг друга, поцеловавшись в щёку. Позднее они назвали это проявлением братской любви. После ничьей в первых шести матчах серии в седьмой решающей игре блистал Джеймс Уорти, сделавший первый в карьере трипл-дабл, набрав 36 очков, 16 подборов и 10 передач. «Лейкерс» в итоге победили 108—105 и отстояли свой чемпионский титул, а Уорти получил награду самого ценного игрока финала НБА. Джонсон, хотя и не получил награду MVP, провёл очень сильную серию, набирая 21,1 очка, 13,0 передач и 5,7 подборов в среднем за игру при 55 % попаданий с игры.
В сезоне 1988/89 годов Джонсон завоевал свою вторую награду MVP, набирая 22,5 очка, 12,8 передач и 7,9 подборов в среднем за игру. В плей-офф 1989 года «Лейкерс» добрались до финала, где им опять противостояли «Пистонс». Однако, после того как Джонсон во второй игре серии получил травму, «Лейкерс» уже ничего не смогли противопоставить «Детройту» и уступили 4—0.
Перед началом сезона 1989/90 годов Карим Абдул-Джаббар объявил об окончании своей профессиональной карьеры. Но и без своего суперзвездного партнёра Джонсон провёл очень сильный сезон. Мэджик завоевал третью награду самому ценному игроку НБА, набирая 22,3 очка, 11,5 передач и 6,6 подборов в среднем за игру. Однако «Лейкерс» добрались лишь до полуфинала конференции, уступив «Финиксу». Это стало самым ранним вылетом «Лейкерс» из плей-офф за последние девять лет. Сезон 1990/91 годов Джонсон провёл на привычном для себя высочайшем уровне, набирая 19,4 очка, 12,5 передач и 7,0 подборов в среднем за игру, а его «Лейкерс» добрались до финала. В финале им противостояла команда «Чикаго Буллз» и их лидер Майкл Джордан, расцениваемый многими как лучший игрок своего поколения. Хотя эта серия рассматривалась как противостояние Джонсона и Джордана, ключевую роль в финальных матчах сыграл форвард «Буллз» Скотти Пиппен. Его эффективная игра в защите против Джонсона, а также мастерство Джордана привели «Чикаго» к победе 4—1. В своей последней, как потом оказалось, финальной серии Джонсон набирал 18,6 очков, 12,4 передач и 8,0 подборов в среднем за игру.

### Олимпийские игры и личная трагедия (1991—1992)
Медицинское обследование перед началом сезона 1991/92 годов показало, что Джонсон инфицирован ВИЧ. 7 ноября 1991 года на специальной пресс-конференции Мэджик Джонсон объявил о своём уходе из профессионального спорта. Также он заявил, что его жена Куки и их ещё не родившийся ребёнок не заражены вирусом, и что свою дальнейшую жизнь он посвятит «борьбе с этим смертельным заболеванием». Первоначально Джонсон говорил, что не знает, каким образом заразился, но потом признал, что у него были многочисленные сексуальные связи с разными партнёрами на протяжении всей карьеры. В то время лишь малый процент заражённых ВИЧ людей получали его от гетеросексуального секса и стали поговаривать, что Джонсон был геем или бисексуалом, хотя сам игрок и отрицал это. Сообщение об обнаружении у Джонсона ВИЧ стало самой обсуждаемой новостью в Соединённых Штатах. В 2004 году ESPN поставила это происшествие на 7-е место среди самых памятных моментов последних 25 лет. Многие СМИ называли поступок Джонсона не иначе как героическим, а бывший президент США Джордж Буш старший сказал: «По мне Мэджик герой, герой для всех, кто любит спорт».
Но, несмотря на объявление об окончании своей карьеры, Джонсон был выбран фанатами в стартовую пятёрку на матч всех звёзд НБА, проводившийся в Орландо на Орландо-арене. Некоторые игроки, такие, как Байрон Скотт и Эй Си Грин, высказывались против его участия в этом матче. Другие, включая форварда «Юты» Карла Мэлоуна, опасались возможного заражения, если бы Джонсон вдруг получил открытую рану на площадке. Тем не менее, Мэджик вышел и сыграл великолепно: его 25 очков, 9 передач и 5 подборов принесли ему звание самого ценного игрока, а его команде — победу 153—113. Через неделю после этого матча, 16 февраля 1992 года игровая майка с номером 32 была навечно закреплена за Джонсоном сначала под сводами «Форума», а затем и «Стэйплс-центра»..
Летом 1992 года Джонсон получил вызов в состав сборной США для участия на Олимпийских играх. Эта сборная получила впоследствии прозвище «Команда мечты», так как собрала под свои знамёна всех главных звёзд НБА. На победном для его команды турнире Джонсон играл нечасто из-за травмы колена, но всякий раз, появляясь на паркете, удостаивался громких оваций от болельщиков. Всего на том турнире Мэджик набирал 8,0 очков, 5,5 передач и 2,3 подбора в среднем за игру. В финале против сборной Хорватии, закончившейся победой сборной США 117—85, Джонсон набрал 11 очков, 6 передач, 3 подбора и сделал 1 перехват.

### Жизнь после Олимпийских игр
Перед началом сезона 1992/93 годов Джонсон объявил о намерении возобновить свою игровую карьеру и вернуться в НБА. Но после нескольких предсезонных игр ему пришлось отказаться от этой затеи: слишком много действующих игроков было против его возвращения на паркет. Во время вынужденного простоя Джонсон написал книгу о безопасном сексе, занимался бизнесом, работал комментатором на NBC, а также совершил турне по Азии и Австралии вместе с командой, составленной из бывших игроков команд НБА и студенческих команд.
Незадолго до окончания сезона 1993/94 годов Джонсон вернулся в НБА в качестве тренера «Лейкерс», сменив Рэнди Пфанда. После проигрыша в шести из одиннадцати первых матчей в качестве наставника команды Джонсон решил уйти в отставку. В июне 1994 года он приобрёл 5 % акций клуба. В сезоне 1995/96 годов Мэджик предпринял ещё одну попытку вернуться в большой спорт. Играя на позиции тяжёлого форварда, он набирал в 32 последних играх сезона 14,6 очка, 6,9 передач и 5,7 подборов в среднем за матч. Но после поражения в первом раунде плей-офф Мэджик окончательно распрощался с карьерой игрока.

## За пределами площадки

### Личная жизнь
В 1981 году Джонсон впервые стал отцом. Его подруга Мелисса Митчелл родила ему сына, которого назвали Андре. Хотя сын жил вместе со своей матерью, он каждое лето проводил с отцом. В октябре 2005 года он получил должность директора по маркетингу в компании своего отца «Мэджик Джонсон Энтерпрайзис». В 1991 году Мэджик женился на Эрлизе «Куки» Келли. На свадьбу в Лэнсинге были приглашены близкие друзья Джонсона — Томас, Агирре и Херб Уильямс. У пары есть двое детей: сын Ирвин III и дочь Элиза.

### Медиафигура и бизнес-интересы
В 1998 году Джонсон создал ночное ток-шоу «Магический час», которое было показано телекомпанией Fox. Но после двух месяцев показа из-за низких рейтингов шоу убрали из эфира. Кроме того, Мэджик основал компанию «Мэджик Джонсон Энтерпрайзис», которая оценивается в настоящий момент в 700 млн $. В её состав входят рекламная компания «Мэджик Джонсон Продакшн», сеть кинотеатров «Театры Мэджика Джонсона» и киностудия «Мэджик Джонсон Энтертейнмент». Джонсон семь лет проработал комментатором матчей НБА на канале TNT, после чего в 2008 году перебрался на ESPN на должность баскетбольного аналитика. В 2006 году Джонсон заключил контракт с Sodexo, получивший название Содэксо-Мэджик.
В мае вошёл в группу инвесторов во главе с владельцем «Филадельфия Севенти Сиксерс» и «Филадельфия Флайерз» Джошем Харрисом, которая наряду с наследниками Пэта Боулена и Робсоном Уолтоном рассматривалась как основной претендент на покупку команды НФЛ «Денвер Бронкос», чья возможная стоимость оценивалась в 3,75 млрд долл..
В 2012 году Мэджик основал телеканал Aspire TV, ориентированный на афроамериканскую аудиторию. По состоянию на 2025 Aspire продолжает своё вещание.

### В баскетболе
В 1994 году Мэджик стал миноритарным владельцем «Лейкерс», для чего ему пришлось заплатить порядка 10 млн $. Также он получил должность вице-президента команды. В октябре 2010 года Джонсон продал свою долю в «Лейкерс». Джонсон стал президентом «Лейкерс» в феврале 2017 года, приняв эту должность после увольнения Митча Купчака. В апреле 2019 года покинул пост, выразив желание вернуться к более простой жизни.

### Политика
Джонсон поддерживает Демократическую партию. Так, в 2006 году он публично поддерживал Фила Анжелидеса на пост губернатора Калифорнии, а в 2007-м — Хиллари Клинтон на пост президента США. В 2010 году бывший спортсмен активно участвовал в продвижении Барбары Боксер на выборах в сенат штата Калифорния.

### Борьба с ВИЧ
В ноябре 1991 года Джонсон создал «Фонд Мэджика Джонсона», целью которого являлась борьба с вирусом. Позднее фонд стал заниматься различными благотворительными программами. В 1992-м игрок вошёл в национальную комиссию по борьбе со СПИДом, но через восемь месяцев вышел из её состава, заявив, что комиссия не делает всего возможного для борьбы с заболеванием. В 1999 году Джонсон выступил с речью на конференции всемирного дня борьбы со СПИДом, проводимого под эгидой ООН. Позднее он был назначен послом мира ООН.
Всегда считалось, что проблема заражения ВИЧ присуща только наркоманам и гомосексуалам. Но Джонсон, проводя специальные мероприятия, стремился показать, что риск возможного заражения не ограничен лишь этими группами людей. Мэджик говорил, что его цель — «объяснить всем людям, что же такое ВИЧ» и научиться «не дискриминировать людей, живущих с ВИЧ и СПИДом». Чтобы предотвратить прогрессирование ВИЧ в более опасную стадию (СПИД), Джонсон ежедневно принимал препараты. Вскоре, после того, как выяснилось, что он заражён, Джонсон стал употреблять специальные противовирусные коктейли — комбинации медицинских препаратов, предотвращающие прогрессирование ВИЧ-инфекции до терминальной стадии. В сентябре 2002-го врачи констатировали, что у Джонсона отсутствуют какие-либо симптомы СПИДа. Мэджик говорил по этому поводу: «Медицина сделала своё дело. Я думаю, я тоже сделал, что мог. И Господь сделал остальное». Джонсон занимался рекламой препаратов GSK, а также в партнёрстве с Abbott Laboratories помогал вести борьбу со СПИДом в афроамериканских сообществах.

## Личные достижения
В 905 проведённых играх НБА Джонсон набрал 17 707 очков, собрал 6 559 подборов и отдал 10 141 результативную передачу. В среднем за игру это составляет 19,5 очков, 7,2 подбора и 11,2 передачи (последний показатель является рекордным в истории НБА). Джонсон делит первое место по количеству передач в одной игре плей-офф (24), удерживает рекорд по количеству отданных передач в игре финальной серии (21), а также лидирует по количеству передач в плей-офф (2 346). Кроме того, он является рекордсменом по количеству передач в одной игре матча всех звёзд (22), а также лидирует по общей сумме результативных передач в матчах всех звёзд (127). Именно Джонсон впервые начал использовать скоростной стиль игры, привлекающий внимание публики и прозванный «шоутайм». Этот стиль включал в себя пасы не глядя в быстрых прорывах, аллей-упы со своей стороны площадки, передачи в развороте и броски через тройную опеку. Джонсон выделялся, играя на позиции разыгрывающего защитника, будучи 2,06 м ростом. С таким ростом спортсмены обычно играют на передней линии. В нём сочетались физические габариты, присущие тяжёлому форварду, игра один-в-один, присущая свингмэнам, и контроль мяча, присущий защитнику. Это сочетание навыков позволяло Джонсону набирать большое количество и очков, и подборов, и передач. За свою карьеру Мэджик сделал 138 трипл-даблов, уступая по этому показателю только Оскару Робертсону и [Расселу Уэстбруку], сделавшему 181 трипл-дабл.
В 1996 году за свои заслуги Джонсон был включён в список 50 величайших игроков в истории НБА, а в 2002 — в Зал славы баскетбола. ESPN SportsCentury поставил Мэджика на 17-е место в своей версии «50 величайших спортсменов 20 века». В 2006 году ESPN.com назвал Джонсона лучшим разыгрывающим защитником в истории. В этом заявлении говорилось, что «только один игрок может быть лучше, чем Майкл Джордан. И его имя — Мэджик Джонсон».

### Соперничество с Ларри Бёрдом
Мэджик Джонсон и Ларри Бёрд впервые встретились как соперники в финале NCAA 1979 года, когда команда Университета штата Мичиган, за которую играл Джонсон, переиграла команду Ларри — команду Индианского университета. Их соперничество продолжилось в НБА и достигло своего апогея, когда «Бостон» и «Лос-Анджелес» с 1984 по 1987 годы трижды встречались в финале. Джонсон утверждал, что для него регулярный сезон состоит из 80 обычных игр и 2 матчей «Селтикс» — «Лейкерс». В подобном ключе высказывался и Бёрд, говоря, что по утрам первым делом просматривал статистику игры Джонсона.
Журналисты предполагали, что конкуренция между Джонсоном и Бёрдом была настолько вызывающей из-за того, что они были абсолютно разные и жили в совершенно разных условиях. Так, их соперничество рассматривалось как борьба между «Селтикс» и «Лейкерс», между блестящей голливудской жизнью («шоутайм») и бостонским и индианским бытом синих воротничков, между чёрными и белыми. Также данное противостояние было столь привлекательным, так как оно увеличило интерес к НБА в национальном масштабе. Именно во многом из-за этого кабельное телевидение стало транслировать матчи НБА в полном объёме. Вместе с этой борьбой двух будущих членов Зал славы баскетбола НБА приобрела большое количество новых фанатов. Журналист Ларри Шварц утверждал, что Джонсон и Бёрд попросту спасли НБА от банкротства.
Несмотря на их соперничество на площадке, Мэджик и Ларри стали близкими друзьями. Это произошло в 1984 году после съёмок в рекламе кроссовок Converse. В 1992 году Джонсон присутствовал на церемонии прощания Бёрда с НБА. А после своего включения в Зал славы Мэджик назвал Ларри «другом на всю жизнь».

## Статистика

### Статистика в НБА
| Сезон                                                                                    | Команда | Регулярный сезон | Регулярный сезон | Регулярный сезон | Регулярный сезон | Регулярный сезон | Регулярный сезон | Регулярный сезон | Регулярный сезон | Регулярный сезон | Регулярный сезон | Регулярный сезон | Серия плей-офф | Серия плей-офф | Серия плей-офф | Серия плей-офф | Серия плей-офф | Серия плей-офф | Серия плей-офф | Серия плей-офф | Серия плей-офф | Серия плей-офф | Серия плей-офф |
| Сезон                                                                                    | Команда | GP               | GS               | MPG              | FG%              | 3P%              | FT%              | RPG              | APG              | SPG              | BPG              | PPG              | GP             | GS             | MPG            | FG%            | 3P%            | FT%            | RPG            | APG            | SPG            | BPG            | PPG            |
| ---------------------------------------------------------------------------------------- | ------- | ---------------- | ---------------- | ---------------- | ---------------- | ---------------- | ---------------- | ---------------- | ---------------- | ---------------- | ---------------- | ---------------- | -------------- | -------------- | -------------- | -------------- | -------------- | -------------- | -------------- | -------------- | -------------- | -------------- | -------------- |
| 1979/80                                                                                  | Лейкерс | 77               | 72               | 36,3             | 53,0             | 22,6             | 81,0             | 7,7              | 7,3              | 2,4              | 0,5              | 18,0             | 16             | 16             | 41,1           | 51,8           | 25,0           | 80,2           | 10,5           | 9,4            | 3,1            | 0,4            | 18,3           |
| 1980/81                                                                                  | Лейкерс | 37               | 35               | 37,1             | 53,2             | 17,6             | 76,0             | 8,6              | 8,6              | 3,4              | 0,7              | 21,6             | 3              | 3              | 42,3           | 38,8           | -              | 65,0           | 13,7           | 7,0            | 2,7            | 1,0            | 17,0           |
| 1981/82                                                                                  | Лейкерс | 78               | 77               | 38,3             | 53,7             | 20,7             | 76,0             | 9,6              | 9,5              | 2,7              | 0,4              | 18,6             | 14             | 14             | 40,1           | 52,9           | 0,0            | 82,8           | 11,3           | 9,3            | 2,9            | 0,2            | 17,4           |
| 1982/83                                                                                  | Лейкерс | 79               | 79               | 36,8             | 54,8             | 0,0              | 80,0             | 8,6              | 10,5             | 2,2              | 0,6              | 16,8             | 15             | 15             | 42,9           | 48,5           | 0,0            | 84,0           | 8,5            | 12,8           | 2,3            | 0,8            | 17,9           |
| 1983/84                                                                                  | Лейкерс | 67               | 66               | 38,3             | 56,5             | 20,7             | 81,0             | 7,3              | 13,1             | 2,2              | 0,7              | 17,6             | 21             | 21             | 39,9           | 55,1           | 0,0            | 80,0           | 6,6            | 13,5           | 2,0            | 1,0            | 18,2           |
| 1984/85                                                                                  | Лейкерс | 77               | 77               | 36,1             | 56,1             | 18,9             | 84,3             | 6,2              | 12,6             | 1,5              | 0,3              | 18,3             | 19             | 19             | 36,2           | 51,3           | 14,3           | 84,7           | 7,1            | 15,2           | 1,7            | 0,2            | 17,5           |
| 1985/86                                                                                  | Лейкерс | 72               | 70               | 35,9             | 52,6             | 23,8             | 87,1             | 5,9              | 12,6             | 1,6              | 0,2              | 18,8             | 14             | 14             | 38,6           | 53,7           | 0,0            | 76,6           | 7,1            | 15,1           | 1,9            | 0,1            | 21,6           |
| 1986/87                                                                                  | Лейкерс | 80               | 80               | 36,3             | 52,3             | 20,5             | 84,8             | 6,3              | 12,2             | 1,7              | 0,5              | 23,9             | 18             | 18             | 37,0           | 53,9           | 20,0           | 83,1           | 7,7            | 12,2           | 1,7            | 0,4            | 21,8           |
| 1987/88                                                                                  | Лейкерс | 72               | 70               | 36,6             | 49,2             | 19,6             | 85,3             | 6,2              | 11,9             | 1,6              | 0,2              | 19,6             | 24             | 24             | 40,2           | 51,4           | 50,0           | 85,2           | 5,4            | 12,6           | 1,4            | 0,2            | 19,9           |
| 1988/89                                                                                  | Лейкерс | 77               | 77               | 37,5             | 50,9             | 31,4             | 91,1             | 7,9              | 12,8             | 1,8              | 0,3              | 22,5             | 14             | 14             | 37,0           | 48,9           | 28,6           | 90,7           | 5,9            | 11,8           | 1,9            | 0,2            | 18,4           |
| 1989/90                                                                                  | Лейкерс | 79               | 79               | 37,2             | 48,0             | 38,4             | 89,0             | 6,6              | 11,5             | 1,7              | 0,4              | 22,3             | 9              | 9              | 41,8           | 49,0           | 20,0           | 88,6           | 6,3            | 12,8           | 1,2            | 0,1            | 25,2           |
| 1990/91                                                                                  | Лейкерс | 79               | 79               | 37,1             | 47,7             | 32,0             | 90,6             | 7,0              | 12,5             | 1,3              | 0,2              | 19,4             | 19             | 19             | 43,3           | 44,0           | 29,6           | 88,2           | 8,1            | 12,6           | 1,2            | 0,0            | 21,8           |
| 1995/96                                                                                  | Лейкерс | 32               | 9                | 29,9             | 46,6             | 37,9             | 85,6             | 5,7              | 6,9              | 0,8              | 0,4              | 14,6             | 4              | 0              | 33,8           | 38,5           | 33,3           | 84,8           | 8,5            | 6,5            | 0,0            | 0,0            | 15,3           |
|                                                                                          | Всего   | 906              | 870              | 36,7             | 52,0             | 30,3             | 84,8             | 7,2              | 11,2             | 1,9              | 0,4              | 19,5             | 190            | 186            | 39,7           | 50,6           | 24,1           | 83,8           | 7,7            | 12,3           | 1,9            | 0,3            | 19,5           |
| Наведите курсор мыши на аббревиатуры в заголовке таблицы, чтобы прочесть их расшифровку. |         |                  |                  |                  |                  |                  |                  |                  |                  |                  |                  |                  |                |                |                |                |                |                |                |                |                |                |                |

## Финансы
По данным журнала Forbes, в октябре 2023 года личное состояние Джонсона достигло 1 млрд. долл. США.

## Награды
- Президентская медаль Свободы (4 января 2025 года)[108]